# الضوالع (المخادر)

تعديل مصدري - تعديل

الضوالع محلة تابعة لقرية الضبات، التابعة لعزلة بني سرحة بمديرية المخادر إحدى مديريات محافظة إب في الجمهورية اليمنية، بلغ تعداد سكانها 102 حسب تعداد اليمن لعام 2004.